# 니더슐레지엔 대관구
니더슐레지엔 대관구(독일어: Gau Niederschlesien) 또는 저슐레지엔 대관구는 1941년부터 1945년까지 프로이센 슐레지엔 주의 니더슐레지엔 주에 있었던 나치 독일의 대관구이다. 이 대관구는 원래 슐레지엔 대관구의 일부였으나 1941년 오버슐레지엔 대관구와 니더슐레지엔 대관구로 분리되면서 수립되었다. 제2차 세계 대전 이후 니더슐레지엔 대관구의 대부분은 폴란드 영토가 되었으며, 서쪽 남은 영토는 동독의 영토가 되었다.

## 역사
원래 나치의 대관구(Gau) 조직은 1926년 5월 22일 나치당 회의에서 지역당 조직 구조 개선을 목적으로 창립한 구역이었다. 이후 1933년 나치가 독일의 권력을 장악하면서 독일의 주 단위 행정구역이 당의 대관구 행정구역으로 대체되었다.
각 대관구를 지휘하는 대관구지휘자는 점점 더 권력이 세지면서 제2차 세계 대전 이후에는 외부에서 거의 간섭을 받지 않았다. 지역 대관구지휘자는 정당 행정 뿐 아니라 정부 직책에도 관여하여 선전 감시 등 다양한 작전을 수행했으며, 1944년 9월 이후에는 국민돌격대 소집과 각 대관구 방어작전 역할도 맡았다.
니더슐레지엔 대관구의 대관구지휘자는 수립부터 종전까지 카를 항케 1명이였다. 항케는 전쟁 말 대관구의 주도인 브레슬라우에서 대피령을 뒤늦게 내린 후 포위 이후 오랫동안 항복하지 않고 도시 내에서 항전하다가, 1945년 5월 6일 브레슬라우가 항복하기 직전에 탈출했다. 항케는 붙잡혀 포로가 되었고, 탈출하던 도중 체코인 파르티잔에게 살해당했다.
니더슐레지엔 대관구 내에는 그로스-로젠 강제수용소가 있었다. 이 수용소에는 14만명이 수감되어 있었고 해방 전까지 4만명이 사망하였다.

## 같이 보기
- 니더슐레지엔 대관구리가 - 1941년부터 1945년까지 대관구 내 최고리그